# Vitelli (Familie)

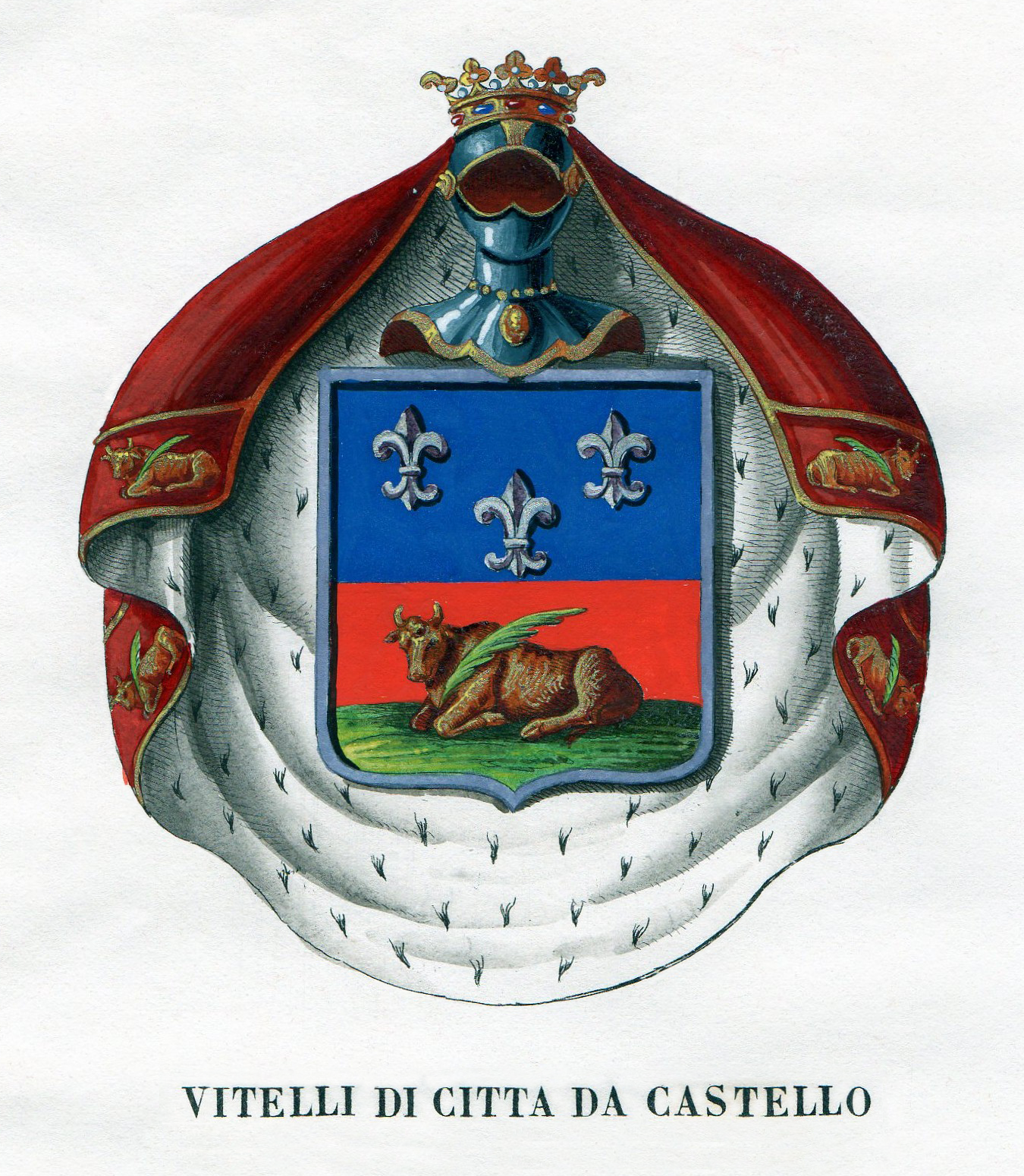
Wappen der Vitelli
(Kupferstich, spätes 19. Jahrhundert)

Die Familie Vitelli war die wichtigste Familie in Città di Castello. Im 15. und 16. Jahrhundert übernahmen sie die Signoria über die Stadt und verschönerten sie mit zahlreichen Gebäuden. Obwohl sie nicht zu den einflussreichsten Familien Italiens gehörten, stellte sie vor allem vom 15. bis zum Ende des 16. Jahrhunderts eine Reihe bedeutender Persönlichkeiten der politischen und militärischen Szene.

## Familiengeschichte

### Ursprung
Über den Ursprung der umbrischen Familie gibt es verschiedene Meinungen. Niccolò Serpetri behauptet in seinen „Helden der Familie Vitelli“, dass die Ursprünge der Nachkommenschaft auf den römischen Kaiser Vitellius zurückgehen sollen, eine Theorie, die auch von Cassio Severo übernommen wurde. Pompeo Litta Biumi schrieb in seiner Heftreihe „Famiglie celebri italiane“ (1832), dass die Vitellis ihren Nachnamen wahrscheinlich von einem gewissen Matteo di Vitello, Konsul von Città di Castello (1196), geerbt haben. Giuseppe Nicasi zufolge war die Familie jedoch plebejischer Herkunft und hatte sich von Selci Umbro kommend in Città di Castello niedergelassen. Obwohl es bereits 1226 Informationen über die Anwesenheit der Familie Vitelli auf dem Gebiet der künftigen Herrschaft gibt, stammt eine sichere Urkunde über die Anwesenheit der Familie in der Stadt aus dem Jahr 1356. Es wurde nämlich eine Bescheinigung des Priori del Popolo gefunden, in der Domenico Vitello Vitelli und zwei weitere Personen aus diesem Haus als Kaufleute aus Città di Castello bezeichnet werden. Das erste wichtige Mitglied der Familie war Gerozzo Vitelli, der Sohn von Pietro.

### Gerozzo (1342–1398)
Als erstes Mitglied der Familie Vitelli zeichnete sich Gerozzo aus, ein wohlhabender Kaufmann, der mehrere wichtige Verwaltungsposten in der Stadt innehatte. Ab 1381 war er häufig in der Stadtverwaltung vertreten, während er 1398, in seinem Todesjahr, Prior des Spedale degli Esposti war. Außerdem gehörte er neunmal dem Consiglio degli Otto della Custodia an, der die effektive Macht ausübte. Die erlangte Macht führte zur Entwicklung verschiedener Rivalitäten mit ebenso vielen wichtigen Familien: mit den Guelfucci, den Mancini und den Tarlatini. Diese Gegensätze wurden von seinem Sohn Vitellozzo, dem zweiten von vier Brüdern, Giovanni, Giacomo und Lodovico, noch intensiviert.

### Vitellozzo Vitelli († 1462)
Von den Söhnen Gerozzos, war Vitellozzo der erste bekannte unter den verschiedenen Namensvettern der Familie. Er verließ die Stadt oder wurde mehrmals gewaltsam vertrieben. Der Grund war ein Fehde mit der mächtigen Familie Guelfucci über den Erwerb der Burg von Monte Petriolo und des umliegenden Lehens. Es wurde zunächst zwischen Vitellozzo, seinem Bruder Giovanni und Cristiano Guelfucci aufgeteilt, aber nach dem Tod von Giovanni wollte Vitellozzo das gesamte Gebiet für sich allein und tötete die Guelfucci mit Hilfe seines anderen Bruders Giacomo. Er war in zahlreiche Streitigkeiten zwischen verschiedenen Parteien (darunter Papst Martin V.) um die Herrschaft über Città di Castello verwickelt und wurde 1428 zum Rebellen erklärt. 1433 kehrte er nur dank der Unterstützung des neuen Papstes Eugen IV. nach Hause zurück, der ihn in den Kreis der acht Mitglieder des Consiglio di Custodia aufnahm, der die Stadt regierte. In den Jahren 1438 und 1440 besuchte Vitellozzo den Papst, um die Freiheit der Stadt zu bestätigen, schwor ihm aber gleichzeitig die Treue und wurde zum Schatzmeister der Provinz des Patrimonium Petri ernannt. Er starb 1462 mit großen Ehrungen.

### Berühmte Familienmitglieder
| Name                | */†           | Beschreibung | Bild |
| ------------------- | ------------- | --- | ---- |
| Niccolò Vitelli     | * 1414 † 1486 | Nach dem Tod von Vitellozzo (1462) wurde das weitere Schicksal der Familie Vitelli durch den Sohn seines Bruders Giovanni, Niccolò, bestimmt. Er übernahm 1468 nach einem Massaker unter den rivalisierenden Oligarchen die Herrschaft über die Stadt. Papst Sixtus IV. akzeptierte seine Herrschaft nicht und ließ die Stadt belagern. Niccolò musste fliehen und konnte erst kurz vor seinem Tod in die Heimatstadt zurückkehren. |      |
| Vitellozzo Vitelli  | * † 1502      | Sohn von Niccolò, war Graf von Montone, Herr von Città di Castello, Monterchi und Anghiari. Aufgrund seiner Todesumstände ist er wahrscheinlich das bekannteste Mitglied der Familie. Seine Laufbahn als Söldnerführer begann er in den Reihen der päpstlichen Armee unter den Orsini. Anschließend begleitete er Karl VIII. bei seinem Einmarsch in Italien, um 1494 das Königreich Neapel zu erobern.                             |      |
| Giovanni Vitelli    | * † 1487      | Sohn von Niccolò, der seinem Vater in vielen seiner militärischen Aktionen folgte, wie zum Beispiel in den Kriegen gegen Lorenzo Giustini († 1487). Er starb im Kampf, von einer Flinte getroffen. |      |
| Paolo Vitelli       | * 1461 † 1499 | Sohn von Niccolò, ein großer Feldherr, der unter anderem Oberbefehlshaber der Armee der Florentiner Republik wurde, befehligte die Miliz gegen die Pisaner im Krieg von Pisa, wurde aber später des Verrats angeklagt und von den Florentinern selbst enthauptet. |      |
| Camillo Vitelli     | * 1459 † 1496 | Sohn von Niccolò, nahm unter anderem an der Schlacht von Fornovo teil, woraufhin ihm König Karl VIII. von Frankreich für seine große Tapferkeit eine goldene Halskette verlieh und ihn zum Ritter ernannte. Er starb in Circello wo er von einem Stein getroffen wurde, der wahrscheinlich von einer Frau geworfen wurde. |      |
| Giulio Vitelli      | * 1458 † 1530 | leiblicher Sohn von Niccolò, war seit 1499 Bischof von Città di Castello, wurde aber wegen seiner Beteiligung an der Magione-Verschwörung 1503 von diesem Amt entbunden. Söldnerführer, war auch Vizeherzog von Urbino für Lorenzo de’ Medici. Er starb im Jahr 1530. |      |
| Vitello Vitelli     | * 1480 † 1528 | leiblicher Sohn von Camillo, Söldnerführer der Venezianer und diente später unter den Päpsten, Leo X. und Clemens VII. Hatte für kurze Zeit auch das Kommando über die Mailänder und Florentiner Truppen inne. |      |
| Alessandro Vitelli  | * 1499 † 1554 | leiblicher Sohn Paolos, war ein großer Feldherr, der hauptsächlich in den florentinischen Reihen der Medici kämpfte, aber auch an den ungarischen Kriegen (gegen die Türken) und den deutschen Kriegen in den Reihen des Papstes. |      |
| Niccolò II. Vitelli | * 1496 † 1529 | leiblicher Sohn von Paolo, nahm 1522 an der Schlacht von Bicocca teil, bevor er 1529 als Opfer einer Liebesaffäre starb. |      |
| Chiappino Vitelli   | * 1519 † 1575 | Sohn von Niccolò II., ein großer Condottiero und Vertrauter von Cosimo I. de’ Medici, für den er nicht nur Botschafter, sondern auch General der Armee war. Für seine Siege wurde er von Philipp II. von Spanien zum Großherzog berufen und von diesem nach Holland geschickt, wo er 1575 starb, wahrscheinlich ermordet. |      |
| Paolo II. Vitelli   | * 1519 † 1574 | Sohn von Niccolò II, war ein Militärexperte, der vor allem für die Familie Farnese in Parma tätig war. |      |

## Wappen
Es sind zwei Versionen des Vitelli-Familienwappens der bekannt: die eine weist ein Kalb auf, die andere zeigt zwei goldene Halbmonde (auf blauem Grund) mit einem rot-goldenen Wappenschild. Später wurde dieses Wappen mit dem goldenen Löwen auf blauem Feld der Familie Rossi aus Parma kombiniert, mit der die Familie Vitelli durch die Heirat von Angela de’ Rossi mit dem Grafen Alessandro Vitelli verwandt wurde. Diese Wappen sind nicht nur int den Vitelli-Palästen zu finden, sondern auch in der römischen Kirche San Marcello al Corso, wo sie von Kardinaldekan Giulio Vitelli († 1603) auf der kunstvollen Holzdecke dargestellt wurden.

## Die Vitelli und die Kunst
Wie alle großen italienischen Adelsfamilien haben auch die Vitelli die Künste gefördert um ihr Heimatland prunkvoll und durch seine Schönheiten bekannt zu machen. Aus diesem Grund haben Künstler wie Luca Signorelli und Giorgio Vasari in Città di Castello gearbeitet, wobei auch Prospero Fontana, Jacopo da Pontormo und Cristoforo Gherardi erwähnt werden.
Während ihrer Herrschaft ließen sie zahlreiche Paläste errichten:
- Palazzo Vitelli alla Cannoniera, errichtet von Alessandro Vitelli zwischen 1521 und 1531 anlässlich seiner Heirat mit Angela de’ Rossi.[15]
- Palazzo Vitelli a Sant’Egidio, erbaut ab 1540  von Paolo II. Vitelli und ist sicherlich der bedeutendste Vitelli-Palast.[16]
- Palazzo Vitelli in Piazza, einer der ältesten Wohnbauten der Familie. Er gehörte bereits Niccolò, wurde aber erst nach dessen Tod vergrößert und verschönert.[17]
- Palazzo Vitelli a San Giacomo, Wohnsitz von Angela de’ Rossi, welche die ständigen Seitensprünge ihres Gatten Alessandro satt hatte.[18]

Die Familie Vitelli kümmerte sich nicht nur um die Verschönerung ihrer Heimatstadt Citta di Castello, sondern auch um die anderer Orte. So machte sich Chiappino Vitelli, der von Cosimo I. de’ Medici den Titel eines Markgrafen von Cetona erhalten hatte, an die Umgestaltung der Stadt und ließ einen riesigen Platz anlegen, der später Piazza Vitelli hieß und heute Piazza Garibaldi heißt. Giulio Vitelli (1458–1530), der leibliche Sohn von Niccolò und Bischof von Città di Castello, baute zwischen 1498 und 1502 den Palazzo Comunale in Pietralunga, der heute das Rathaus der peruginischen Stadt ist, wo noch heute Schornsteine mit dem Vitelli-Wappen zu sehen sind. Ein anderer Giulio Vitelli († 1603), Kardinaldekan, kaufte 1566 die Villa Aldobrandini in Rom und begann mit einer ersten Renovierung. Später, im Jahr 1600, wurde die Villa von Giulios Sohn Clemens (Hauptmann der Garde Cosimos III. und Botschafter des Großherzogs in Rom) an Papst Clemens VIII. verkauft, der sie dem Bischof Pietro Aldobrandini übergab. Derselbe Monsignore Giulio beauftragte Giovanni Battista Ricci (1537–1627) mit der Verzierung des hölzernen Dachs der Kirche San Marcello al Corso, auf der sich zahlreiche Wappen der Vitelli befinden. Ein weiteres bedeutendes Werk der Familie Vitelli in Città di Castello wurde auf Betreiben von Niccolò errichtet. Er beauftragte Elia di Bartolomeo Lombardo zwischen 1483 und 1509 mit dem Bau der Kirche und des Tores Santa Maria Maggiore, um seine militärischen Siege gegen Lorenzo Giustini zu feiern. Im Jahr 1666 ließ Antonio Lignani aus Bologna auf Anregung seiner Frau, der Marquise Angela Vitelli, in Città di Castello das Teatro degli Illuminati errichten, das noch heute genutzt wird.

## Stammbaum der Familie Vitelli
Gerozzo Vitelli (1342–1398)
1. Vitellozzo Vitelli († 1462)
2. Giovanni Vitelli († 1429)
  1. Niccolò Vitelli (1414–1486) ⚭ Pantasilea Abocatelli
    1. Giulio Vitelli (1458–1530), Bischof von Città di Castello und Söldnerführer
    2. Giovanni Vitelli († 1487), Söldnerführer ⚭ Antonia Umbertini, Tochter von Niccolò Umbertini, Graf von Chitignano
      1. Giovan Paolo Vitelli († 1512) Söldnerführer
      2. Giovanni Luigi Vitelli genannt Chiappino († 1511), Söldnerführer

    3. Vitellozzo Vitelli († 1502) Graf von Montone, Herr von Città di Castello, Monterchi und Anghiari ⚭ Porzia Orsini, Tochter von Paolo Orsini, Herr von Lamentana
    4. Camillo Vitelli (1459–1499), Marchese von Sant'Angelo dei Lombardi und Herzog von Gravina in Puglia
      1. Vitello Vitelli (1480–1528), Graf von Montone
        1. Camillo II. Vitelli (1528–1557), Graf von Montone ⚭ Graziosa Maccarii (war nicht die Frau von Camillo II, sondern nur seine Geliebte)
          1. Ferrante Vitelli (1550–1584), Graf von Montone

    5. Paolo Vitelli (1461–1499), Herr von Montone ⚭ Girolama Orsini, Tochter von Roberto Orsini, Herr von Pacentro
      1. Niccolò II Vitelli (1496–1529) ⚭ Gentilina della Stafa
        1. Giovanni Vitelli († 1554)
        2. Gian Ludovico Vitelli, genannt Chiappino II. (1519–1575), Marchese von Cetona ⚭ Eleonora Cybo (1523–1594), Tochter von Lorenzo Cybo, Herzog von Ferentillo
        3. Faustina Vitelli († 1584), Ehefrau von Vincenzo

      2. Alessandro Vitelli (1499–1554), Herr von Montone, Citerna und Amatrice, Marchese von Cetona ⚭ Angela de’ Rossi (1506–1573)
        1. Vincenzo Vitelli († 1583), Herr von Montone und Citerna ⚭ Faustina Vitelli († 1584), Schwester von Chiappino II.
          1. Chiappino III. Vitelli, Referendar und Präfekt von Norcia ⚭ Virginia Savelli (geb. 1602)
            1. Francesco Vitelli (1582–1646), Kardinal und Botschafter des Papstes in Venedig

        2. Vitellozzo Vitelli (1531–1568), Kardinal
        3. Alfonso Vitelli († 1591), Herr von Citerna
        4. Paolo II. Vitelli (1519–1574), Herr von Carmiano
        5. Giacomo Herr von Amatrice, Catino und Poggio Catino ⚭ Livia Orsini Tochter von Ferdinando Herzog von Gravina
          1. Beatrice († 1605) ⚭ Virginio di Latino Orsini Marchese di Mentana
          2. Isabella († 1638) ⚭ Ippolito Della Rovere

        6. Giulio Vitelli († 1603), Kardinaldekan
          1. Clemente Vitelli, Hauptmann der Garde von Cosimo III. und Botschafter des Großherzogs in Rom
            1. Niccolò Vitelli (1687–1747), Graf von Montegualandro und Marchese von Bucine
              1. Clemente († 1790) Graf von Montegualandro und Marchese von Bucine

        7. Olimpia Vitelli, Nonne